# La prova del cuoco
La prova del cuoco è stato un programma televisivo italiano di genere culinario basato sul format della BBC Ready Steady Cook, trasmesso su Rai 1 dal 2 ottobre 2000 al 26 giugno 2020 e prodotto da RAI con Endemol Italia. Volto storico della trasmissione è stata Antonella Clerici, che ha condotto il programma dal 2000 al 2008 e dal 2010 al 2018. Altra conduttrice del programma è stata Elisa Isoardi, subentrata a dicembre del 2008 durante la maternità della Clerici ed in seguito confermata per l'intera stagione 2009/2010 e dal 2018 al 2020 dopo l'abbandono definitivo della storica conduttrice.

## Edizioni
| Edizione | Periodo           | Periodo        | Conduttrice       | Conduttrice       | Regia             | Studio                                                             |
| Edizione | Inizio            | Fine           | Conduttrice       | Conduttrice       | Regia             | Studio                                                             |
| -------- | ----------------- | -------------- | ----------------- | ----------------- | ----------------- | ------------------------------------------------------------------ |
| 1ª       | 2 ottobre 2000    | 9 giugno 2001  | Antonella Clerici | Antonella Clerici | Sergio Colabona   | Teatro 9 di Cinecittà a Roma                                       |
| 2ª       | 17 settembre 2001 | 31 maggio 2002 | Antonella Clerici | Antonella Clerici | Sergio Colabona   | Teatro 9 di Cinecittà a Roma                                       |
| 3ª       | 16 settembre 2002 | 31 maggio 2003 | Antonella Clerici | Antonella Clerici | Simonetta Tavanti | Studio 3 del Centro di Produzione Rai della DEAR-Nomentano di Roma |
| 4ª       | 15 settembre 2003 | 29 maggio 2004 | Antonella Clerici | Antonella Clerici | Simonetta Tavanti | Studio 3 del Centro di Produzione Rai della DEAR-Nomentano di Roma |
| 5ª       | 20 settembre 2004 | 4 giugno 2005  | Antonella Clerici | Antonella Clerici | Simonetta Tavanti | Studio 3 del Centro di Produzione Rai della DEAR-Nomentano di Roma |
| 6ª       | 12 settembre 2005 | 3 giugno 2006  | Antonella Clerici | Antonella Clerici | Simonetta Tavanti | Studio 3 del Centro di Produzione Rai della DEAR-Nomentano di Roma |
| 7ª       | 18 settembre 2006 | 2 giugno 2007  | Antonella Clerici | Antonella Clerici | Simonetta Tavanti | Studio 3 del Centro di Produzione Rai della DEAR-Nomentano di Roma |
| 8ª       | 17 settembre 2007 | 31 maggio 2008 | Antonella Clerici | Antonella Clerici | Simonetta Tavanti | Studio 3 del Centro di Produzione Rai della DEAR-Nomentano di Roma |
| 9ª       | 15 settembre 2008 | 30 maggio 2009 | Antonella Clerici | Elisa Isoardi     | Simonetta Tavanti | Studio 3 del Centro di Produzione Rai della DEAR-Nomentano di Roma |
| 10ª      | 14 settembre 2009 | 29 maggio 2010 | Elisa Isoardi     | Elisa Isoardi     | Simonetta Tavanti | Studio 3 del Centro di Produzione Rai della DEAR-Nomentano di Roma |
| 11ª      | 13 settembre 2010 | 4 giugno 2011  | Antonella Clerici | Antonella Clerici | Simonetta Tavanti | Studio 3 del Centro di Produzione Rai della DEAR-Nomentano di Roma |
| 12ª      | 12 settembre 2011 | 2 giugno 2012  | Antonella Clerici | Antonella Clerici | Simonetta Tavanti | Studio 3 del Centro di Produzione Rai della DEAR-Nomentano di Roma |
| 13ª      | 10 settembre 2012 | 1º giugno 2013 | Antonella Clerici | Antonella Clerici | Simonetta Tavanti | Studio 3 del Centro di Produzione Rai della DEAR-Nomentano di Roma |
| 14ª      | 9 settembre 2013  | 31 maggio 2014 | Antonella Clerici | Antonella Clerici | Simonetta Tavanti | Studio 3 del Centro di Produzione Rai della DEAR-Nomentano di Roma |
| 15ª      | 8 settembre 2014  | 30 maggio 2015 | Antonella Clerici | Antonella Clerici | Simonetta Tavanti | Studio 3 del Centro di Produzione Rai della DEAR-Nomentano di Roma |
| 16ª      | 7 settembre 2015  | 28 maggio 2016 | Antonella Clerici | Antonella Clerici | Simonetta Tavanti | Teatro 2 di Cinecittà a Roma                                       |
| 17ª      | 5 settembre 2016  | 2 giugno 2017  | Antonella Clerici | Antonella Clerici | Flavia Unfer      | Teatro 2 di Cinecittà a Roma                                       |
| 18ª      | 11 settembre 2017 | 1º giugno 2018 | Antonella Clerici | Antonella Clerici | Flavia Unfer      | Studio 3 Centro di Produzione Rai della DEAR-Nomentano di Roma     |
| 19ª      | 10 settembre 2018 | 31 maggio 2019 | Elisa Isoardi     | Elisa Isoardi     | Flavia Unfer      | Studio 2 degli Studi Televisivi Fabrizio Frizzi di Roma            |
| 20ª      | 9 settembre 2019  | 26 giugno 2020 | Elisa Isoardi     | Elisa Isoardi     | Flavia Unfer      | Studio 2 degli Studi Televisivi Fabrizio Frizzi di Roma            |

## Il programma

### Collocazione
Le prime due edizioni andavano in onda dalle 11:40 alle 12:35, prima de La vecchia fattoria. Dal 16 settembre 2002 al 1º giugno 2018 viene spostato dalle 12:00 alle 13:30 (eccetto per un periodo andato dal 16 febbraio 2004 al 4 giugno 2005, in quanto veniva trasmesso dalle 11:40 fino alle 13:00, seguito da Occhio alla spesa; la collocazione oraria dei due programmi fu tuttavia invertita dal 12 settembre 2005, con il programma di Di Pietro trasmesso dalle 11:10 (subito dopo l'ultima edizione mattutina del TG1) e La prova del cuoco in onda quindi dalle 12:00 alle 13:30, orario che manterrà fino al 1º giugno 2018 (fatta eccezione per i giorni delle elezioni presidenziali del 2006, in quanto dalle 13:00 veniva programmata un'edizione flash di Rai Parlamento per aggiornamenti sulla situazione politica di allora). Sempre dal 16 settembre 2002, in caso di eventi che si prolungavano oltre le 12, il programma iniziava alle 12:35 circa e andava in onda in forma ridotta, chiudendo comunque alle 13:30. Nella 19ª stagione 2018-2019 il programma iniziava alle 11:30 per terminare alle 13:30. Nella 20ª e ultima stagione il programma torna in onda all'orario del 2002.

### Targetcartoon(2004-2016)
Questa trasmissione è forse una tra le poche che attira pubblico sia maschile che femminile, di tutte le età, dall'adolescenza alla vecchiaia e, con il taglio dato dalla conduttrice dal 20 settembre 2004, anche i bambini, grazie anche all'utilizzo di alcuni brani di successo dello Zecchino d'Oro come Il cuoco pasticcione del 2000 o Le tagliatelle di nonna Pina del 2003.

### Scenografia
Lo studio di Cinecittà è stato realizzato da Studiofuccaro.srl sullo stile di una mensa scolastica; quello Dear in uso dal 2002 venne realizzato dalla scenografa Stefania Conti e curato fino al 2010 in stile cartoon, con variazioni nel corso degli anni (eccetto per il fondo, dove sta il pubblico, rimasto invariato fino al 2010). Successivamente alla cura della scenografia si sono alternate Manuela Covotta e Flaminia Suri.
I grembiuli di Antonella sono stati realizzati dal suo costumista Giovanni Ciacci.
Direttori della fotografia sono stati, per anni, Giuseppe Boscolo e Massimiliano Cavenaghi.
Dal 2000 al 2002 la regia era di Sergio Colabona. Dal 2002 al 2016 di Simonetta Tavanti. Dal 2016 arriva Flavia Unfer, a volte sostituita da Paola Baccini e Francesca Taddeini durante la conduzione Isoardi. Dal 2018 al 2020, la scenografia passa a Luca Arcuri. I costumi sono di Maria Giovanna Cassiani, le musiche di Agostino Penna e di Andrea Casamento. Antonella Clerici rimane consulente artistico. Da questa edizione viene gradualmente abbandonato lo stile cartoon per assumere un carattere più moderno.

### Format
Il programma consiste in una gara composta da due squadre, il "pomodoro rosso" ed il "peperone verde", a loro volta composte da cuochi e concorrenti, comuni o VIP, che si sfidano tra loro. Tale sfida dura venti minuti, e consiste nella preparazione di uno, due o tre piatti, decisi dieci minuti prima della gara (fino al 2008). Le due squadre, peraltro, fino alla stagione 2007-2008, sfidavano uno chef all'inizio del programma (lo chef sceglieva quale squadra sfidare); inoltre, le gare del martedì e del sabato (specialmente a fine stagione) venivano denominate Torneo dell'uovo d'oro, e al vincitore spettavano 20000 € in gettoni d'oro; il tutto inizialmente era giudicato fino al 2005 da giornalisti della carta stampata (affiancati nella prima stagione da Beppe Bigazzi e ogni giorno sempre diversi) tramite palette, poi dal pubblico in studio che votava tramite telecomandi, e infine da altri componenti del cast (Gianfranco Vissani dal 2009 al 2011, Marco Di Buono e Anna Moroni dal 2011 al 2014 e altri ex-cuochi dal 2015, dal 2018 aiutati da VIP). 
Oltre a questo, nei primi anni, viene proposto Pane al Pane, uno spazio di curiosità sulla cucina con Beppe Bigazzi, il quale spesso ospita un esperto di un'azienda per parlare meglio dell'argomento da lui trattato, uno in cui cucina la gente comune (che diventa poi giudice di gara), una lezione di cucina con Anna Moroni (dalla stagione 2002-2003), e giochi telefonici, come Cosa bolle in pentola o Piatto ricco mi ci ficco, in cui si vincono cibi e/o denaro tramite indovinelli. Successivamente, dalla 9ª edizione, il meccanismo si è evoluto, con l'aggiunta di nuove rubriche quali Chi batterà lo chef (nella stagione 2008-2009 era intitolato Chi batterà gli chef perché composto da due sfidanti), Il campanile (diviso in italiano ed estero), Anna contro tutti (dall'edizione 2011-2012),  Duello al fuoco e Il duello dei campioni (dall'edizione 2019-2020).
La 20ª e ultima edizione è l'unica in cui nella gara finale non è presente un vincitore assoluto.

### Chiusura
La prova del cuoco ha spianato la strada al genere del cooking show in Italia.
Dopo la morte di Fabrizio Frizzi, Antonella Clerici ha lasciato il programma, seguita dalla sempre presente Anna Moroni. La conduttrice aveva capito inoltre che il suo show aveva perso la propria specialità a causa degli eccessivi concorrenti come Cotto e mangiato e Masterchef. Al suo posto tornò Elisa Isoardi, che attuò una serie di riforme per adattare La prova del cuoco al proprio stile di conduzione e alla situazione in cui il programma si trovava. Tuttavia le novità acuirono il calo di ascolti già in atto dal 2011, complice anche il boom della trasmissione concorrente Forum, motivo per il quale, dopo soli due anni di conduzione, il programma venne chiuso.
Anna Moroni, terminata l'esperienza con la trasmissione, è passata alla conduzione di Ricette all'italiana. Gabriele Bonci, insegnante di pizza dal 2009 al 2018, è invece passato su Nove al reality Pizza Hero - La sfida dei forni.
Dal 13 marzo al 22 maggio 2020 la trasmissione è stata temporaneamente sospesa a causa della pandemia di Coronavirus diffusasi in tutta Italia, ma poi è ripresa dal 25 maggio al 26 giugno 2020. Tuttavia subì un pesante calo di ascolti e venne chiusa. Dal 28 settembre 2020 è stato sostituito da È sempre mezzogiorno, nuovo programma condotto da Antonella Clerici.

## Spin off e puntate speciali
Il successo del format ha portato il programma ad essere proposto in una versione in prima serata tra il 2004 (tre speciali) e il 2005 (un solo "speciale" pasquale), e poi di nuovo dal 2012 al 2015 abbinato alla Lotteria Italia.
Dal 1º settembre al 10 ottobre 2003 venne realizzata per sei settimane, in access prime time una versione ridotta del programma, intitolata "La prova del cuoco - Cotta e mangiata", senza pubblico in studio (meno luminoso e decorato in stile serale) e con Beppe Bigazzi e Anna Moroni come giudici.
Nel mese di dicembre dello stesso anno, sulla scia di questa versione, venne creata la striscia serale Per Natale cucino io, che sostituisce temporaneamente il gioco Affari tuoi, allora condotto da Paolo Bonolis con 30 puntate speciali dedicate alle ricette di Natale, uno studio decorato in maniera natalizia e un pubblico composto prevalentemente da bambini.
Dall'8 settembre 2014 al 20 marzo 2015, dalle 14:05 alle 14:40, è andato in onda Dolci dopo il tiggì, una gara di pasticceria, in onda dal lunedì al venerdì dallo studio Nomentano 1 della Dear. La conduzione è sempre di Antonella Clerici, accompagnata ogni giorno da un giudice, personaggio già legato alla trasmissione madre.

### Speciali Lotteria Italia
| N | Data     | Ospiti | Telespettatori | Ascolti | Fonte |
| - | -------- | --- | -------------- | ------- | ----- |
| 1 | 6/1/2012 | Orietta Berti, Antonio Rossi, Paola Perego, Lello Arena, Roberta Lanfranchi, Pippo Baudo, Lorella Cuccarini, Marco Columbro, Alice ed Ellen Kessler | 4.930.000      | 24,02%  | [ 4 ] |
| 2 | 6/1/2013 | Barbara De Rossi, Tosca D’Aquino, Fabrizio Frizzi, Lello Arena, Ascanio Pacelli, Little Tony, Bobby Solo, Anna Oxa                                  | 4.519.000      | 20,99%  | [ 5 ] |
| 3 | 6/1/2014 | Flavio Insinna, Rita Dalla Chiesa, Pupo, Paola Barale, Amadeus, Iva Zanicchi, Orietta Berti                                                         | 5.025.000      | 23,10%  | [ 6 ] |
| 4 | 6/1/2015 | Amanda Lear, Lorella Cuccarini, Amaurys Perez, Dario Bandiera, Andrew Howe, Enrico Papi                                                             | 4.196.000      | 19,26%  | [ 7 ] |

## Sigle e musiche utilizzate
Una caratteristica del programma è la sigla che, pur cambiando grafica annualmente, dal suo esordio fino al 2017, è sempre stata un riarrangiamento del brano anni 70 Margherita. Il brano, cantato da Guido Pistocchi (solista), Marianna Brusegan e Luca Bottale (coro) con testo di Gustavo Verde Jr e musica di Giuseppe Vessicchio, è ispirato alla canzone anni 60 Spaghetti Pie di George Armstrong e fino al 2017 aveva anche diverse varianti, tra cui un leggero remix che faceva da stacco all'inizio e al termine della pubblicità, riarrangiate per l'ingresso di cuochi e concorrenti o introduzione alle varie rubriche. Nella diciottesima edizione la sigla fu remixata e venne rimossa la voce. Nella diciannovesima edizione la nuova sigla s'intitola E vai, torna l'allegria, realizzata da Agostino Penna. Viene però soppressa dal 29 novembre. Infine, nella ventesima edizione, la realizzazione viene affidata ad Andrea Casamento, intitolata A mezzogiorno.
Dal 2011 al 2017 alla tradizionale sigla si sono affiancate altre canzoni composte appositamente, tra cui:
- La pastasciutta (2011-2012)
- È mezzogiorno (2012-2015)
- L'Italia in tavola (2015-2016)
- Se tu ci metti amore (2016-2017)
- Tutti a tavola (titoli di coda 2015-2017)

Nella puntata del 27 marzo 2018, la sigla consueta (già rinnovata) venne sostituita da Hai un amico in me, colonna sonora della saga di Toy Story per commemorare Fabrizio Frizzi, doppiatore del personaggio dello Sceriffo Woody, scomparso il giorno prima.

## Cast

### Conduttori
Il programma è stato condotto da Antonella Clerici per nove edizioni consecutive, dal 2 ottobre 2000 al 13 dicembre 2008, affiancata fino al 2010 dal  gastronomo, imprenditore e giornalista Beppe Bigazzi. Dal 15 dicembre 2008, a causa della maternità della conduttrice, la trasmissione viene affidata ad Elisa Isoardi, che viene riconfermata alla guida de La prova del cuoco anche nella stagione successiva, in onda dal 14 settembre 2009 al 29 maggio 2010. Dopo numerose proteste dei fans del programma e della storica conduttrice, particolarmente legata alla trasmissione, dal 13 settembre 2010 la conduzione torna ad Antonella Clerici. All'inizio del 2012, a causa di alcuni problemi di salute della conduttrice, alcune puntate furono condotte da Claudio Lippi, già ospite fisso nella puntata del lunedì. Nella stagione successiva (2012-2013) Lippi conduceva ogni settimana la puntata del sabato, lasciando alla Clerici la sola conduzione della sfida tra i cuochi. Lippi conduce eccezionalmente il programma anche il 7 e 10 marzo 2012, ed il 6 novembre 2012. In alcune occasioni la Clerici è stata costretta a lasciare la trasmissione in diretta, affidandone temporaneamente la conduzione ad altri membri del cast come Anna Moroni (3-8 dicembre 2008, 12 aprile 2016), Federico Quaranta (21 settembre 2015 e 12 febbraio 2018) e Lorenzo Branchetti (12-16 aprile 2016), Mirko Gancitano. L'11 settembre 2017 esordisce Peppone come inviato, occupandosi in particolare di cibo di strada.
Il 1º giugno 2018 Antonella Clerici lascia la trasmissione definitivamente dopo 18 anni per dedicarsi alla famiglia e dal 10 settembre 2018 torna alla conduzione dopo 8 anni Elisa Isoardi, accompagnata da Andrea Lo Cicero come spalla e Ivan Bacchi in qualità di inviato in sostituzione di Peppone. Dal 5 novembre 2018 Lo Cicero diventa inviato mentre Bacchi viene promosso in studio. Dal 19 novembre lo spazio di Andrea Lo Cicero viene completamente soppresso.
Con l'inizio della ventesima stagione, dal 9 settembre 2019, Elisa Isoardi viene accompagnata alla conduzione da Claudio Lippi, di ritorno dopo 6 anni nella trasmissione: da questa stagione non sono più presenti i servizi in esterna, inoltre la gara è presente dall'inizio alla fine della puntata divisa in tre step, ossia 1ª manche, prove individuali e gara finale. Da questa edizione viene ideato uno spazio di 6 minuti in cui è presente uno chef dog che prepara ricette per gli amici animali e in questa rubrica la conduttrice viene affiancata dal suo cane Zenit. Il 7 ottobre si spegne Beppe Bigazzi, volto storico presente fin dalla prima edizione. A partire dal 25 maggio 2020 tra le novità c'è la chat dove si collegano gli ospiti, i cuochi cucinano dalla loro regione di appartenenza, poi la presenza dei collegamenti esterni tra ristoratori, agronomi e altre figure del commercio, la gara finale tra pomodoro rosso e peperone verde viene sostituita dalla sfida in famiglia e dal duello del derby della capitale.
Grazie ai suoi 20 anni di programmazione, La prova del cuoco è arrivato a essere il decimo programma più longevo della Rai. Antonella Clerici lo ha condotto per 4275 puntate, diventandone la conduttrice con più puntate all'attivo.

#### I Cuochi
- Ginevra Antonini
- Sergio Barzetti
- Johann Hansl Baumgartner
- Diego Bongiovanni
- Beppe Bigazzi
- Cristian Bertol
- Michele Cannistraro
- Alberto Faccani
- Riccardo Facchini
- Gian Piero Fava
- Natale Giunta
- Mauro Improta
- Romano Maiorella
- Vincenzo Marconi
- Cesare Marretti
- Andrea Matranga[10][11]
- Joseph Micieli
- Fabrizio Nonis
- Luca Pappagallo[12][13]
- Marco Parizzi
- Luigi Pomata
- Dada Rener
- Valeria Raciti
- Andrea Ribaldone
- Antonella Ricci
- Juri Risso
- Ambra Romani
- Pasquale Rinaldo
- Rubina Rovini
- Simone Rugiati
- Renato Salvatori
- Fabrizio Sepe
- Martino Scarpa
- Michelangelo Sparapano
- Paolo Zoppolatti

#### Penalità - intruso
- Marco Arnemi

#### I sommelier
- Sara Tosti
- Carlotta Pirro
- Emanuela Scatena
- Luciano Mallozzi
- Adelaide Mallozzi
- Adua Villa

#### Le/I maestre/i di cucina
- Marco Bottega
- Luisanna Messeri
- Alessandra Spisni
- Natalia Cattelani
- Gianfranco Pascucci
- Susanna Badii
- Daniele Persegani
- Sergio Barzetti
- Daniele Reponi

#### I maestri pasticcieri
- Sal De Riso
- Guido Castagna

#### I pizzaioli
- Gino Sorbillo
- Gabriele Bonci
- Marco Rufini
- Renato Bosco

#### Guest chef
- Angelica Sepe
- Roberta Capua

#### Giuria pomodoro rosso e peperone verde
Nella stagione 2019-2020 la giuria era composta da tre giudici fissi:
- Carlo Spallino Centonze
- Cinzia Fumagalli
- Lorenzo Sandano

## Audience dall'undicesima edizione
| Edizione | Anno      | Orario      | Telespettatori | Share  |
| -------- | --------- | ----------- | -------------- | ------ |
| 11ª      | 2010-2011 | 12:00-13:30 | 2 660 000      | 20,40% |
| 12ª      | 2011-2012 | 12:00-13:30 | 2 500 000      | 18,90% |
| 13ª      | 2012-2013 | 12:00-13:30 | 2 350 000      | 17,60% |
| 14ª      | 2013-2014 | 12:00-13:30 | 2 260 000      | 17,80% |
| 15ª      | 2014-2015 | 12:00-13:30 | 2 150 000      | 17,10% |
| 16ª      | 2015-2016 | 12:00-13:30 | 1 970 000      | 16,50% |
| 17ª      | 2016-2017 | 12:00-13:30 | 1 690 000      | 14,90% |
| 18ª      | 2017-2018 | 12:00-13:30 | 1 890 000      | 15,90% |
| 19ª      | 2018-2019 | 11:30-13:30 | 1 300 000      | 12,80% |
| 20ª      | 2019-2020 | 12:00-13:30 | 1 280 000      | 11,42% |

## Altri media
Dal programma televisivo è stato tratto un videogioco di simulazione, La prova del cuoco (Ready Steady Cook: The Game), sviluppato da Sanuk Games e pubblicato da Mindscape il 6 novembre 2009 per Nintendo DS e Wii.
Il programma è finito più volte in servizi di Striscia la notizia per diversi casi esilaranti o errori nel meccanismo del gioco. Da settembre a dicembre 2018 Striscia ha realizzato una fiction comica con spezzoni del programma, intitolata La prova del ciucco.